# Липњики
Липњики (слч. Lipníky) насељено је мјесто са административним статусом сеоске општине (слч. obec) у округу Прешов, у Прешовском крају, Словачка Република.

## Становништво
| Година:    | 1994. | 2004.   | 2014.   | 2024.    |
| ---------- | ----- | ------- | ------- | -------- |
| Број људи: | 430   | 466     | 473     | 587      |
| Разлика:   |       | +8,37 % | +1,50 % | +24,10 % |

| Година:    | 2023. | 2024.   |
| ---------- | ----- | ------- |
| Број људи: | 571   | 587     |
| Разлика:   |       | +2,80 % |

Према подацима о броју становника из 2024. године насеље је имало 587 становника.